# Konstantin VI. (Patriarch)

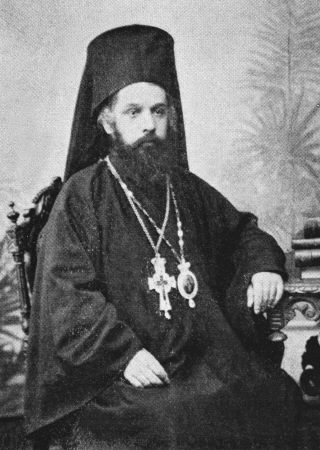
Konstantin VI.

Konstantin VI. (Araboghlou) (griechisch Κωνσταντίνος ΣΤ΄ Konstantinos VI., * 1859 in Syge bei Bursa; † 28. November 1930) war von 1924 bis 1925 Ökumenischer Patriarch von Konstantinopel. Er wurde von den türkischen Behörden des Landes verwiesen, obwohl der Verbleib des Patriarchats an seinem angestammten Sitz im Phanar am Goldenen Horn von Istanbul durch den Vertrag von Lausanne (1923) zwischen den Siegermächten des Ersten Weltkriegs und der Türkei völkerrechtlich abgesichert war.
Griechenland brachte die Ausweisung von Konstantin VI. durch die Türkei vor den Völkerbund und den Internationalen Gerichtshof. Der Streit wurde dadurch beigelegt, dass der Patriarch zur Abdankung bewogen werden konnte. Der türkische Staat konfiszierte den größten Teil des Immobilien- und Grundbesitzes des Patriarchats. Die Türkische Republik anerkennt das Patriarchat von Konstantinopel offiziell nur als religiöse Institution der auf ihrem Territorium lebenden griechischen Minderheit und ignoriert alle über ihre Grenzen hinausreichenden gesamtorthodoxen Funktionen des ökumenischen Thrones.
| Vorgänger   | Amt                                    | Nachfolger    |
| ----------- | -------------------------------------- | ------------- |
| Gregor VII. | Patriarch von Konstantinopel 1924–1925 | Vasilios III. |

| Personendaten    | Personendaten                                         |
| ---------------- | ----------------------------------------------------- |
| NAME             | Konstantin VI.                                        |
| ALTERNATIVNAMEN  | Konstantinos VI.; Araboghlou                          |
| KURZBESCHREIBUNG | ökumenischer Patriarch von Konstantinopel (1924–1925) |
| GEBURTSDATUM     | 1859                                                  |
| GEBURTSORT       | Syge bei Bursa                                        |
| STERBEDATUM      | 28. November 1930                                     |